# Sint-Christoffelkapel (Gent)

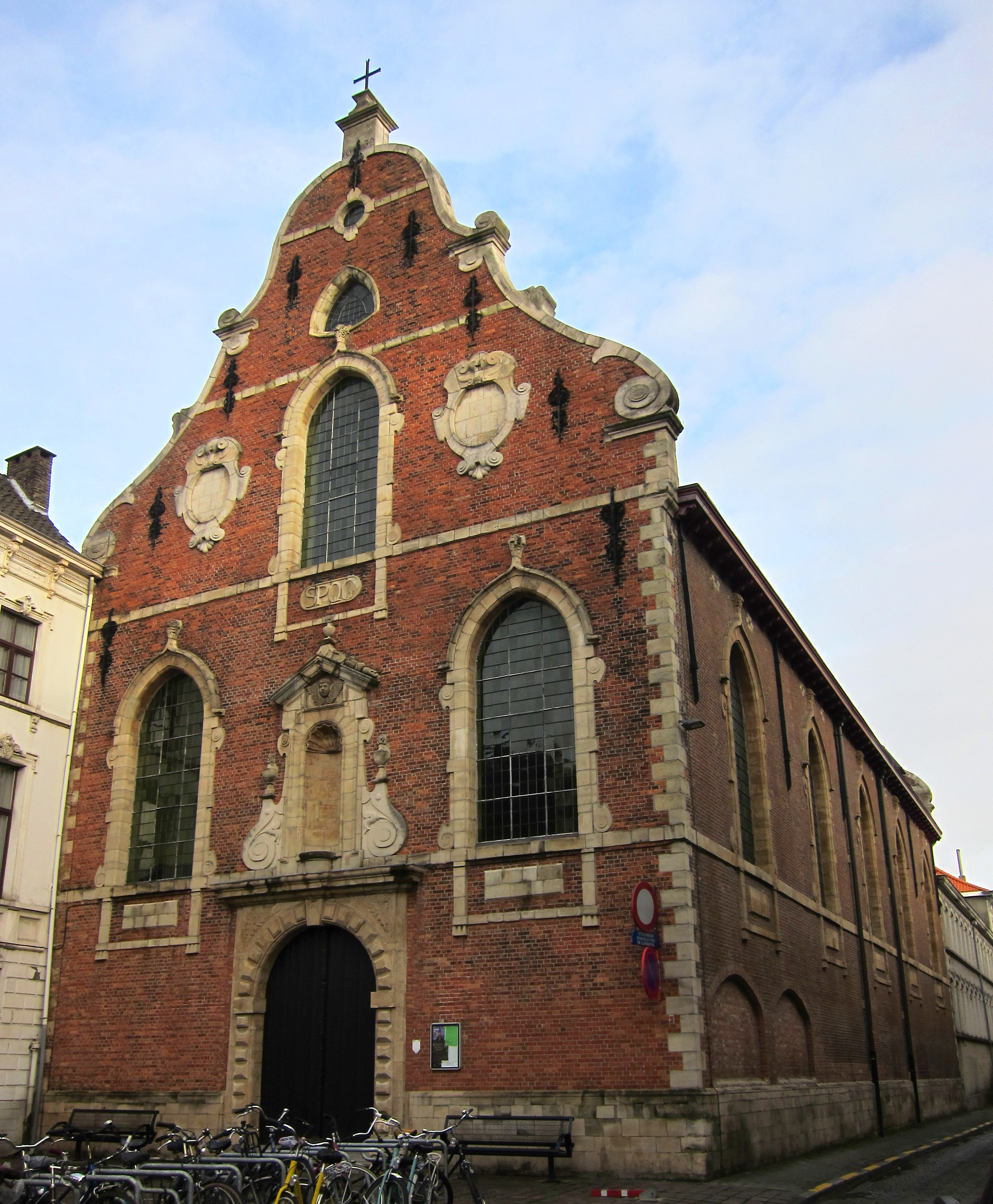
Die Sint-Christoffelkapel in Gent

Die Sint-Christoffelkapel (auch: Protestantse Kerk aan de Brabantdam) ist ein Kirchengebäude der Vereinigten Protestantischen Kirche von Belgien in Gent in Belgien. Die Kapelle steht seit 1943 unter Denkmalschutz.

## Geschichte
Ein Vorgängerbau der heutigen Sint-Christoffelkapel geht zurück auf die Kapelle eines Armenhauses der Walkner. Dort wurde in den Jahren 1589/90 ein Kloster der Kapuziner eingerichtet. Eine Erweiterung der Gebäude erfolgte 1613, der Bau einer neuen Kirche im Jahr 1632 als Saalkirche im Übergangsstil von der Gotik zur Architektur der Renaissance. Das einschiffige Gotteshaus umfasst fünf Joche und schließt mit einem gerade geschlossenen Chor. Die Kapelle wurde nach der Französischen Revolution zunächst in ein Lagerhaus umgewandelt. Die anderen Gebäude des Klosters wurden 1797 als Nationaleigentum verkauft und als Militärlager genutzt. Beim Ausbau der Abeelstraat und der Sint-Kristoffelstraat in Gent in den 1840er Jahren wurden sie größtenteils abgerissen. Auf dem Gelände des ehemaligen Kapuzinerklosters wurde 1867/68 eine Stadtschule gegründet. Die heutige protestantische Gemeinde erhielt das Kirchengebäude am Brabantdam während der Herrschaft von König Wilhelm I. im Jahr 1815. 1817 fand der offizielle Einweihungsgottesdienst statt. Erster Geistlicher an der Kirche wurde Albert Goedkoop, der bereits 1803 zum Pfarrer der Gemeinde Brabantsche Olijfberg in Antwerpen berufen worden war.